# Ivan Alekszandrovics Szerov
Ivan Alekszandrovics Szerov, (Afimszkoje, Vologdai kormányzóság, Orosz Birodalom, 1905. augusztus 25. – Moszkva, 1990. július 1.) szovjet állambiztonsági tiszt, a KGB elnöke 1954-1958 között, illetve a Felderítő Főcsoportfőnökség (GRU) elnöke 1958-1962 között.

## Élete
1926-ban lépett be a kommunista pártba. 1939-ben végzett a Frunze Katonai Akadémián. 1939 februárjában az NKVD-hez irányították és az Ukrán SZSZK belügyi népbiztosa lett. Ukrajnában ismerkedett meg Nyikita Hruscsovval, aki ebben az időszakban az Ukrán Kommunista Párt első titkára volt. Ukrajnából való visszatérése után Berija helyettesévé nevezték ki. 
1939-1941 között helyettes belügyi népbiztosként ő szervezte meg 1939-ben a deportálásokat a balti országokból Szibériába (1939. október 10-ei 001223 számú rendelet). 1941 augusztusában részt vett a volgai németek kitelepítésében. 1941 őszén a moszkvai környéki csaták során ő volt a moszkvai védelmi zóna parancsnoka. Később ő felelt az NKVD részéről a partizánmozgalom felügyeletéért. 
Vezető pozícióban 1943-tól 44-ig Berijával együtt része volt a kalmükök, csecsenek, ingusok, karacsajok és krími tatárok tömeges deportálásában. A nagy honvédő háború végén a Szovjetunió Hőse kitüntetésben részesült.
1945-ben ő vezette Lengyelországban a szovjetellenes erők leverését. 1945 májusának elején egyike volt a három biztosnak, akik a szovjet megszállási zónában a civil kérdésekkel foglalkoztak. 
1947 és 1953 között a szovjet belügyminiszter első helyettese, 1954-ben pedig a KGB elnöke lett. Hruscsov híveként 1954-ben megsemmisítette azokat a dokumentumokat, amelyek bizonyították Hruscsov részvételét a sztálini terrorban. 
1958-ban kritikák érték a Komszomol első titkára, Alekszandr Selepin és a leningrádi KGB elnöke, Nyikolaj Mironov részéről. Ugyanaz év decemberében Selepin lett helyette a KGB elnöke, Szerov pedig a katonai hírszerzés, a GRU elnöke lett. Ebből a tisztségéből akkor mentették fel, amikor Oleg Penykovszkij ezredest, akivel Szerov személyes barátságban állt, CIA-ügynökként azonosították. Vezérőrnaggyá vetették vissza és 1965-ben kizárták a pártból, azzal a hivatalos indokkal, hogy „németországi tevékenysége közben megsértette a jogállamiságot”.

## Szerepe az 1956-os forradalomban
1956-ban ő vezette a magyar forradalom elleni KGB-műveleteket. Inkognitóban érkezett az országba mint a magyar belügyminisztérium szovjet tanácsadója.
Október 25-én aktív részese volt a Kossuth téri események elfajulásának. Érkezésekor három szovjet tank volt a téren, amelyekre a tüntetők békés szándékkal felmásztak, barátkoztak a katonákkal. Szerov 11:15 környékén érkezett a térre egy harckocsioszloppal, és lövetni kezdett. Ezzel kezdődött az addigi békés tüntetés vérfürdővé válása.
November 3-án a szovjet parancsnokság által adott garanciát megsértve letartóztatta a tárgyalásra érkezett magyar kormánydelegáció tagjait, köztük Maléter Pált.
November 5-én érkezett Szolnokra, ahol először Konyev marsallal és más szovjet katonai vezetőkkel találkozott, majd ezután fogadta a Moszkvában kinevezett Kádár-kormány tagjait. Elképzelése szerint az országot a megyerendszer felülírásával nyolc szektorra osztva, a Kelet-Németországban a második világháború után általa irányított szovjet igazgatás mintájára kormányozták volna. Akciót tervezett Mindszenty József „kiemelésére” az amerikai követségről, amelyet azonban az amerikai kormányzattal kötött megállapodás hatására nem hajtott végre.
A szovjet hatalomátvétel után irányította a letartóztatásokat, kihallgatásokat, a lakosság lefegyverzését. 860 letartóztatottat a Szovjetunióba (Ungvárra és Sztrijbe) szállíttatott. Köztük tömegével voltak 14 év feletti gyerekek, akiket a Déli pályaudvar metróállomáson gyűjtöttek össze, és innen szállítottak titokban Ungvárra. (A metró ekkor még nem járt, és a vonal építése is szünetelt.) Elkoboztatta és Moszkvába szállíttatta a forradalom idején forgatott filmeket. A KGB ügynöki hálózata felderítette a Budapesten terjedő röplapok eredetét, és ebben az ügyben a KGB egyetemistákat tartóztatott le. „Lehetőségeit felhasználva” kihozatott két magyar katonatisztet a jugoszláv attasé lakásáról.
A forradalom leverésében játszott szerepéért megkapta a Kutuzov-érdemrend 1. fokozatát.

## Magyarul megjelent művei
- A bőrönd titkai. A KGB első elnökének titkos naplói és feljegyzései; ford. Goretity József; tan. Alekszandr Hinstejn; Időjel, Pilisvörösvár, 2022